# Філарет (Звєрєв)
Митрополит Філаре́т (справжнє ім'я Звєрєв Юрій Олегович; нар. 10 травня 1971, Кадіївка, Луганська обл., УРСР) — архієрей УПЦ з титулом митрополит Новокаховський та Геничеський. Голова Синодальної літургічної комісії УПЦ МП, член Міжсоборної присутності РПЦ. Тезоімеництво  — 10 грудня. Професійний стоматолог та геронтолог. За даними OSINT-розслідування групи Molfar є громадянином Росії.

## Життєпис

### Наукова діяльність
1994  — закінчив з відзнакою Полтавський державний медичний стоматологічний інститут і був зарахований до магістратури при катедрі шпитальної терапії.
Брав участь у підготовці посібників, розробці програми нового курсу. Брав участь у міжнародних конференціях, що присвячені питанням взаємодії церкви та системи охорони здоров'я у Києві, а також закордоном — у Москві, Санкт-Петербурзі, Вороніжі. Має публікації у наукових збірниках та міжнародних журналах, присвячених питанням пастирської геронтології.
1996  — захистив наукову роботу ученого ступеня магістра медицини. Асистент курсу геронтології та геріатрії Української медичної стоматологічної Академії в Полтаві. Там викладав до 2002.

### Активність у складі УПЦ
1992  — прихожанин Свято-Макарієвського кафедрального собору міста Полтави. Ніс послух читця, півчого, паламаря, іподиякона. 22 січня 1995  — рукопокладений в сан диякона в безшлюбному стані.
15 лютого 1995  — пресвітер у Полтавській Свято-Макарієвському кафедральному соборі. Паралельно навчався в магістратурі і викладав у Медичній академії.
1996  — 1997 ніс послух духовника Хрестовоздвиженського жіночого монастиря Полтави.
1999  — закінчив Київську духовну семінарію.
2000  — 2002 настоятель Свято-Пантелеймонівської церкви Полтави.
2000  — викладач духовного училища Полтавської єпархії (тепер Полтавська місіонерська духовна семінарія) по предметах: практикум церковнослов'янської мови, гомілетика, пастирське богослов'я, практичне керівництво для пастирів.
2002  — призначений настоятелем Хрестової церкви Полтавського єпархіального управління, прес-секретарем Полтавської єпархії.
2003  — обраний секретарем єпархіальної ради Полтавської єпархії.
24 січня 2007  — включений до складу Комісії з канонізації святих при синоді УПЦ в Україні.
29 березня 2007  — призначений головою Літургіко-богослужбової комісії при синоді російської церкви (з 28 червня 2011  — Синодальна літургічна комісія церкви).
30 березня 2007  — пострижений з іменем Філарет на честь Філарета (Дроздова) митрополита московського.
11 квітня 2007  — призначений по науковій роботі Полтавської місіонерської духовної семінарії.
29 травня 2007  — ігумен.
1 грудня 2007  — секретар Полтавської єпархії.
3 травня 2008  — архімандрит.
2008  — закінчив Ужгородську богословську українську академію іменя святих Кирила та Мефодія. Захистив наукову роботу на магістра богослов'я.
2009  — захистив докторську дисертацію.

### Архієрейство
10 лютого 2011  — наречений єпископом Новокаховським та Геничеським. (№ 4[недоступне посилання з травня 2019]).
12 лютого 2011  — митрополит Володимир здійснив хіротонію.
28 липня 2017 року возведений в сан архієпископа предстоятелем УПЦ МП Митрополитом Онуфрієм (Березовським).
17 серпня 2020 року возведений в сан митрополита предстоятелем УПЦ МП Митрополитом Онуфрієм (Березовським).

## Наукові праці
- Зверев Г., прот. Геронтология в пастырской практике // Сборник докладов международной научно-практической конференции «Взаимодействие Церкви и медицины в отечественной системе здравоохранении». Воронеж, 11-12 ноября 2005 г.
- Зверев Г., прот. Особенности душепопечения в преклонном возрасте / Особенности душепопечения в преклонном возрасте. Под общ. ред. кмн свящ. С. Филимонова. С.-Пб., 2003.
- Зверев Г., прот. Особенности пастырского и церковного душепопечения в геронтологии // Церковь и медицина. Взаимодействие Русской Православной Церкви и государства в области охраны здоровья российских граждан. Материалы II Международной научно-практической конференции. С.-Пб., 14-16 июля 2005.
- Зверев Г., прот. Проблемы пастырского душепопечения в геронтологии // Церковь и медицина. Ежегодный рецензируемый научно-практический информационно-просветительский церковно-медицинский журнал-альманах, 2005.
- Зверев Г., прот. Проблемы пастырского душепопечения в геронтологии // Как организовать служение милосердия на приходе. Вып. II. М., 2006.
- Зверев Г., прот. Ценность жизни и цена смерти. Размышления врача-священника // Международные Рождественские образовательные чтения. Православие и медицина. Сборник избранных докладов медицинской секции (конференции IX—XII). М., 2005.
- Зверев Ю. О. Роль психоемоційних факторів у виникненні та рецидивуванні виразкової хвороби в осіб із різними типами вищої нервової діяльності. Науково-кваліфікаційна робота на здобуття звання магістра медицини. Полтава, 1996.
- Посібник з геронтології та геріатрії для студентів II—III курсів медичних факультетів. Ч. 1 . Питання геронтології / I. В. Редчиць, Ю. О. Зверев, I. В. Міщенко, П. М. Козюк та ін.; за ред. I. В. Редчиця. Полтава, 2000.
- Посібник з геронтології та геріатрії для студентів II—III курсів медичних факультетів. Ч. 2 . Питання геріатрії / I. В. Редчиць, Ю. О. Зверев, I. В. Міщенко та ін.; за ред. I. В. Редчиця; упорядник Ю. О. Зверев. Полтава, 2001.
- Пособие по геронтологии и гериатрии для студентов II—III курсов медицинских факультетов. Ч. 2 . Вопросы гериатрии / И. В. Редчиц, Ю. О. Зверев, И. В. Мищенко, П. М. Козюк и др.; Под ред. И. В. Редчица. Полтава, 1999.
- Філарет (Зверев), архімандрит. Актуальні питання взагмодії Церкви і медицини // Виступ на пленарному засіданні 1 Покровських міжнародних просвітницьких читань, 16 жовтня 2008.

## Лінки
- (рос.) Полтавская епархия РПЦвУ